# Abarth 500
De Abarth 500 is een wagen van het Italiaanse automerk Abarth, gebaseerd op de Fiat 500. De wagen werd voorgesteld op het Autosalon van Genève in 2008. De 1.4 liter-motor met turbo in de Abarth 500 levert in de Esseesse uitvoering 160 pk waarmee de wagen een topsnelheid van 205 km/u behaalt. Nog voor hij in productie ging waren al 199 exemplaren verkocht. 
Tot dusver werden ook al enkele varianten op deze wagen gemaakt, waaronder de "500 EsseEsse" en de "500C".
Van de Abarth 500 zijn er sinds de nieuwe introductie in Nederland de volgende aantallen verkocht: (bron: Fiat Nederland)

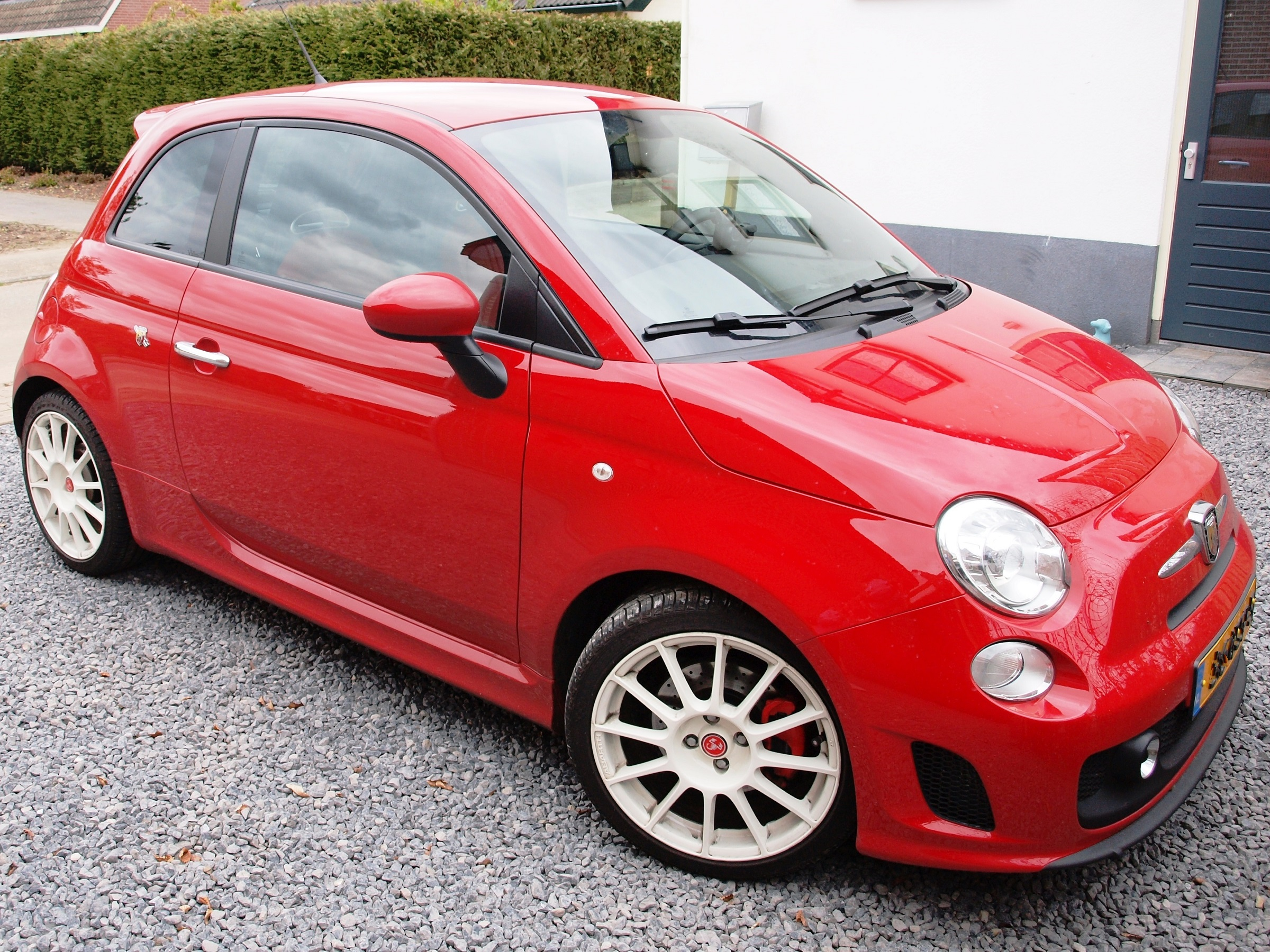
Abarth 500 Esseesse, 2012

- 2008: 36
- 2009: 69
- 2010: 59
- 2011: 80